# Никољск (Вологдска област)
Никољск (рус. Никольск) град је у Вологдској области у Русији. Налази се на 59° 33' северне географске ширине и 45° 31' источне географске дужине. Налази се на обали реке Југа, притоке реке Сухона, 442 km од Вологде.
Број становника: 9.200 (2001)

## Историја
Град је утемељен у 15. веку, под називом Никољскиј погост (рус. Никольский погост) односно Никољскаја слобода (рус. Никольская слобода). Име је добила по тамошњој цркви. У 18. веку, тачније, 1780. године, село Никољскоје (рус. Никольское) је добило градски статус.

## Становништво
Према прелиминарним подацима са пописа, у граду је 2010. живело становника, (%) више него 2002.
| 1939. | 1959. | 1970. | 1979. | 1989. | 2002. | 2010. |
| ----- | ----- | ----- | ----- | ----- | ----- | ----- |
| 5.100 | 5.584 | 6.451 | 7.288 | 8.574 | 8.649 | 8.511 |